# 어니스트 헤밍웨이 박물관

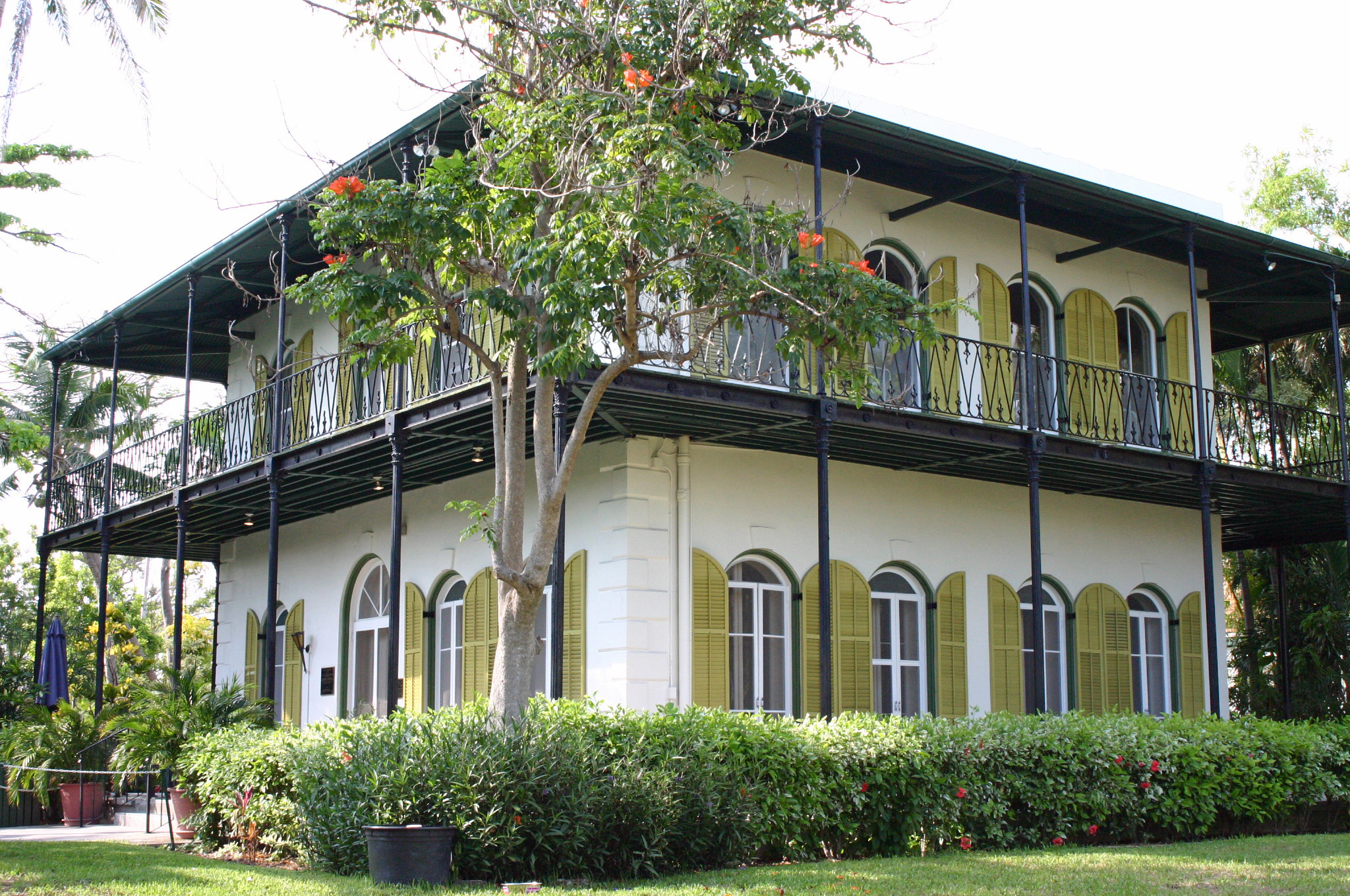

어니스트 헤밍웨이 박물관(Ernest Hemingway House)은 미국 플로리다주 키웨스트에 위치한 저자 어니스트 헤밍웨이의 거주지이며, 907 화이트헤드 스트리트에 위치해 있다.
1851년 완공되었으며, 1968년 11월 24일 미국 국립역사기념물로 지정되었다.
이곳은 아바나에서 멀지 않은 곳에 어니스트 헤밍웨이(1899∼1961)가 살았던 집이 있다. 1928년 헤밍웨이가 쿠바를 방문한 후 줄곧 머물며 《노인과 바다》 등의 작품을 쓴 곳으로 내부는 당시의 상태를 보존하고 있으며 '노인과 바다'책이 있는 방, 타이프라이터, 동물박제, 9,000권의 장서가 보관되어 있다.